# Nyazura
Nyazura, auch Nyazure, früher Inyazura, ist ein 1220 m hoch gelegener Ort mit etwa 2000 Einwohnern (2012) in der Provinz Manicaland in Simbabwe.

## Geografie
Nyazura befindet sich an der Schnellstraße A3, einem Teilstück des Beira-Lobito-Highways, sowie der Eisenbahnstrecke Harare  nach Beira. Die Stadt liegt am Nyazura, einem Nebenfluss des Macheke, im Distrikt Makoni.

## Wirtschaft
Nyazura liegt in einem landwirtschaftlichen Umland und war seit der Landreform wiederholt ein Brennpunkt der willkürlichen Landnahmen. Die Erträge sinken seitdem kontinuierlich. Davon sind vor allem Tabak und Getreide betroffen. Neben der Landwirtschaft gibt es etwas südöstlich in Dorowa den Abbau von Phosphat, der in Nyazura zur National Railways of Zimbabwe verladen wird.

## Infrastruktur
Nyazura ist das Verwaltungs- und Wirtschaftszentrum seines Umlandes. Es hat eine Grund- und Sekundarschulen, eine der letzteren mit Internat, sowie ein College und ein Krankenhaus.